# ФК Скендербег Корча
Фудбалски клуб Скендербег Корча (алб. Klubi i Futbollit Skënderbeu Korçë) албански је фудбалски клуб из Корче. Такмичи се у Суперлиги Албаније. Боја клуба је црвена и бела. Играју на Стадиону Скендербег у Корчи, капацитета 12.000 гледалаца.

## Историја
Скендербег је основан 1909. године. Клуб је седам пута освојио Суперлигу Албаније, два пута је освојио албански суперкуп и четири пута је играо у финалу купа Албаније, али ниједном није успео да освоји ово такмичење.
Освојеним првим местом у Суперлиги Албаније 2011. године, клуб је први пут у својој историји изборио пласман у европска такмичења. Противник у 2. колу квалификација за Лигу шампиона био је кипарски АПОЕЛ. Скендербег је поражен у оба меча са 2:0 и 4:0 и тако испао на старту такмичења. Следеће године поновљен је успех освајањем шампионата Албаније и поново је изборен наступ у Лиги шампиона. У првом мечу Скендербег је остварио прву победу у историји у европским такмичењима победом над мађарским Дебрецином од 1:0, али је поразом са 3:0 у гостима завршио такмичење.
У сезони 2017/18. изборили су пласман у Лигу Европе победом против загребачког Динама.

## Највећи успеси
- Суперлига Албаније
  - Првак (8) : 1933, 2010/11, 2011/12, 2012/13, 2013/14, 2014/15, 2015/16, 2017/18.
  - Вицепрвак (3) : 1930, 1934, 1976/77.
- Друга лига Албаније
  - Првак (2) : 1975/76, 2006/07.
  - Вицепрвак (6) : 1978/79, 1981/82, 1985/86, 1994/95, 2004/05, 2008/09.
- Куп Албаније
  - Победник (1) : 2017/18.
  - Финалиста (5) : 1958, 1964/65, 1975/76, 2011/12, 2016/17.
- Суперкуп Албаније
  - Победник (3) : 2013, 2014, 2018.
  - Финалиста (4) : 2011, 2012, 2015, 2016.
- Суперспорт трофеј
  - Победник (1) : 2011.

## Учешће у европским такмичењима
| Сезона   | Такмичење        | Рунда       | Клуб              | Дом. | Гост | Укупан скор  |
| -------- | ---------------- | ----------- | ----------------- | ---- | ---- | ------------ |
| 2011/12. | Лига шампиона.   | 2. коло кв. | АПОЕЛ             | 0:2  | 0:4  | 0:6          |
| 2012/13. | Лига шампиона    | 2. коло кв. | Дебрецин          | 1:0  | 0:3  | 1:3          |
| 2013/14. | Лига шампиона.   | 2. коло кв. | Нефчи Баку        | 1:0  | 0:0  | 1:0          |
| 2013/14. | Лига шампиона.   | 3. коло кв. | Шахтјор Караганди | 3:2  | 0:3  | 3:5          |
| 2013/14. | УЕФА Лига Европе | плеј-оф     | Черноморец Одеса  | 1:0  | 0:1  | 1:1 (6:7пен) |
| 2014/15. | Лига шампиона    | 2. коло кв. | БАТЕ Борисов      | 1:1  | 0:0  | 1:1 (пгг)    |
| 2015/16. | Лига шампиона.   | 2. коло кв. | Крусајдерс        | 4:1  | 2:3  | 6:4          |
| 2015/16. | Лига шампиона.   | 3. коло кв. | Милсами           | 2:0  | 2:0  | 4:0          |
| 2015/16. | Лига шампиона.   | плеј-оф     | Динамо Загреб     | 1:2  | 1:4  | 2:6          |
| 2015/16. | УЕФА Лига Европе | Група       | Бешикташ          | 0:1  | 0:2  | 4. место     |
| 2015/16. | УЕФА Лига Европе | Група       | Локомотива Москва | 0:3  | 0:2  | 4. место     |
| 2015/16. | УЕФА Лига Европе | Група       | Спортинг Лисабон  | 3:0  | 1:5  | 4. место     |
| 2017/18. | УЕФА Лига Европе | 1. коло кв. | Сант Ђулија       | 1:0  | 5:0  | 6:0          |
| 2017/18. | УЕФА Лига Европе | 2. коло кв. | Каират            | 2:0  | 1:1  | 3:1          |
| 2017/18. | УЕФА Лига Европе | 3. коло кв. | Млада Болеслав    | 2:1  | 1:2  | 3:3 (2:1пен) |
| 2017/18. | УЕФА Лига Европе | плеј-оф     | Динамо Загреб     | 0:0  | 1:1  | 1:1 (пгг)    |
| 2017/18. | УЕФА Лига Европе | Група       | Динамо Кијев      | 3:2  | 1:3  | 4. место     |
| 2017/18. | УЕФА Лига Европе | Група       | Партизан          | 0:0  | 0:2  | 4. место     |
| 2017/18. | УЕФА Лига Европе | Група       | Јанг Бојс         | 1:1  | 1:2  | 4. место     |